# Балчий-оол, Кузьма Балчырович
Кузьма Балчырович Балчий-оол (1910—1971) — фельдшер, первый заслуженный врач Тывы.

## Биография
Родился в 1910 году в местечке Бош-Даг Пий-Хемского района в семье арата-скотовода. Окончил пятилетнюю школу, до 20 лет батрачил.
В 1931 году его, хорошо владеющего русским языком, приняли на работу в Кызылскую больницу в качестве переводчика. Окончил медицинские курсы. 
С 1932 по 1935 год работал фельдшером в разных хошунах республики.
В 1935 году был направлен на учебу в Московский медицинский техникум. В 1940 году окончил полный курс фельдшерского отделения Центральной фельдшерско-акушерской школы. Был начальником санитарной службы тувинской народно-революционной армии.
В 1941—1943 годах — заведующий Тоджинской больницы, в 1943—1945 годах — заведующий Чаданской больницы.
С 1945 по 1948 год — главврач областной больницы..
В 1949—1955 годах учился в Красноярском медицинском институте.
В 1955—1960 годах — главврач республиканской больницы.
С 1960 года — главный врач станции скорой помощи и санавиации.
Как член Президиума Республиканского Комитета Общества Красного Креста побывал во всех районах Тувы, пропагандируя здоровый образ жизни. Пользовался авторитетом и уважением среди коллег, искренним почтением — у пациентов. За период врачебной практики от бывших пациентов часто получал письма с благодарностями.

## Награды и звания
За бескорыстное многолетнее служение народу К. Балчий-оол награжден
- Орден Труда Тувинской Народной Республики
- Орден Ленина
- орден «Знак почета»
- нагрудный знак «Отличник здравоохранения РСФСР»
- Заслуженный врач Тувинской АССР (1963)[3]